# Nalle Puh och den skuttande tigern
Nalle Puh och den skuttande tigern (engelska: Winnie the Pooh and Tigger Too!), även känd som Nalle Puh och Tiger, är en amerikansk tecknad film från 1974 av Walt Disney Productions.

## Om filmen
Filmen ingår tillsammans med kortfilmerna Nalle Puh på honungsjakt och Nalle Puh och den stormiga dagen i långfilmen Filmen om Nalle Puh från 1977.

## Rollista
| Roll              | Originalröst      | Svensk röst    |
| Berättare         | Sebastian Cabot   | Sven Holmberg  |
| Nalle Puh         | Sterling Holloway | Tor Isedal     |
| Nasse             | John Fiedler      | Marie Hedeholm |
| Tiger             | Paul Winchell     | Jan Malmsjö    |
| Kanin             | Junius Matthews   | Hans Lindgren  |
| Christoffer Robin | Timothy Turner    | Martin Jonsson |
| Kängu             | Barbara Luddy     | Marie Ahlstedt |
| Ru                | Dori Whitaker     | Lina Jonsson   |

## Visningar
Filmen hade biopremiär den 20 december 1974 i USA och 1977 i Sverige.